# Rafał Piotrowski (futbolista)
Rafał Piotrowski (Szczecin, Polonia; 14 de abril de 1974 - Szczecin, Polonia; 4 de diciembre de 2024) fue un futbolista polaco que jugó en la posición de centrocampista.

## Equipos
| Periodo   | Club                         |
| --------- | ---------------------------- |
| 1990-1991 | Kotwica Kołobrzeg            |
| 1991-1995 | Pogoń Szczecin               |
| 1995–1996 | Stal Mielec                  |
| 1996–2001 | Pogoń Szczecin               |
| 2000      | → Lech Poznań (cedido)       |
| 2001      | → Flota Świnoujście (cedido) |
| 2001–2002 | Pogoń Szczecin               |
| 2002      | Zorza Dobrzany               |
| 2003      | FSV Wacker 90 Nordhausen     |
| 2003–2005 | KP Chemik Police             |
| 2005–2007 | Victoria 95 Przecław         |
| 2006      | → Odra Chojna (cedido)       |
| 2008–2010 | KS Wołczkowo-Bezrzecze       |